# Chaeopsestis
Chaeopsestis is een geslacht van nachtvlinders uit de familie van de eenstaartjes (Drepanidae).
Het geslacht kent één soort, Chaeopsestis ludovicae Le Cerf, 1941.